# Budzisław Górny
Budzisław Górny (prononciation : [buˈd͡ʑiswaf ˈɡurnɨ]) est un village polonais de la gmina de Kleczew dans le powiat de Konin de la voïvodie de Grande-Pologne dans le centre-ouest de la Pologne.
Il se situe à environ 11 kilomètres au nord-ouest de Kleczew (siège de la gmina), à 29 kilomètres au nord-ouest de Konin (siège du powiat) et à 81 kilomètres à l'est de Poznań (capitale régionale).

## Histoire
De 1975 à 1998, le village faisait partie du territoire de la voïvodie de Konin.

Depuis 1999, Budzisław Górny est situé dans la voïvodie de Grande-Pologne.